# Nafada
Nafada es una localidad del estado de Gombe, en Nigeria, con una población estimada en marzo de 2016 de 193 100 habitantes.
Se encuentra ubicada al noreste del país, a poca distancia al norte del río Benue, el principal afluente del río Níger.